# Prikbord

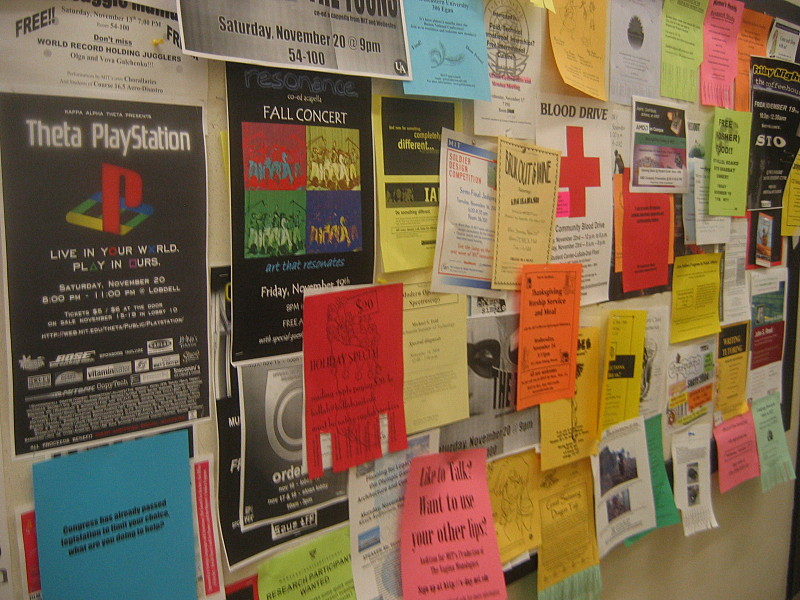
Groot prikbord

Een prikbord is een plank of een zachtboard- of kurkplaat aan een muur waar briefjes, foto's, memo's enzovoorts op kunnen worden bevestigd, met behulp van punaises of spelden. 
Er bestaan ook metalen borden met min of meer dezelfde functie als een prikbord, waarop met behulp van magneetjes de mededelingenpapiertjes of foto's kunnen worden geplaatst, alsmede borden waarop met een afveegbare viltstift mededelingen kunnen worden gezet, zoals boodschappenlijstjes, afspraken en dergelijke. Dat heet een whiteboard.
Tegenwoordig wordt het woord prikbord ook wel gebruikt voor virtuele prikborden op het internet die ook wel bekendstaan als internetfora.